# Netopýr jižní
Netopýr jižní (Pipistrellus kuhlii) je druh netopýra z čeledi netopýrovitých.

## Areál rozšíření
Je široce a hojně rozšířený v Africe, Evropě a v Asii. Vyskytuje se v níže položené otevřené krajině, v lesích i na městském území. Hnízdí v dutinách stromů i v lidských obydlích.

## Popis
Většinou je žlutohnědě zbarvený s bílým okrajem na křídle. Dosahuje délky 3,8–5 cm, předloktí 2,7–3,2 cm a váží 7–8 g.